# Пандульф Пизанский
Пандульф Пизанский — итальянский священник XII века, возведённый в сан кардинала-дьякона церкви Косьмы и Дамиана антипапой Анаклетом II. Племянник кардинала Уго д'Алатри. Он является автором биографий современных ему римских пап Геласия II, Каликста II и Гонория II, включённых в Liber Pontificalis. 